# Нектарий (Трезвинский)
Епи́скоп Некта́рий (в миру Нестор Константинович Трезвинский; 20 октября 1889, село Яцки, Васильковский уезд, Киевская губерния — 8 сентября 1937, Гурьев) — епископ Русской Православной Церкви; с декабря 1924 года епископ Яранский, викарий Вятской епархии.

## Биография
Родился в семье священника. В 1908? году окончил Киевскую духовную семинарию.
В 1912 году пострижен в монашество, рукоположён в сан иеродиакона.
10-11 ноября 1912 года в Свято-Духовской церкви Братскаго монастыря вместе со студентом IV курса иеромонахом Антонием (Романовским) отслужил «идеальную всенощную», соответствующую всем требованиям Типикона.
В 1915 году окончил Киевскую духовную академию со степенью кандидата богословия.
Был полковым священником во время Первой мировой войне.
С 13 декабря 1917 года — в братии Александро-Невской Лавры. В 1918 году возведён в сан архимандрита.
В 1920—1922 — настоятель Екатерининского собора в городе Ямбурге Петроградской губернии.
Подвергался арестам в 1919 и 8 сентября 1921 года. 8 октября 1921 года был приговорён к году принудительных работ с содержанием под стражей.
С февраля 1924 года — благочинный монастырей и подворий Петроградской епархии.
3 июня 1924 года в Александро-Невской лавре хиротонисан во епископа Велижского, викария Полоцкой епархии. Выехать в епархию помешала подписки о невыезде.
С декабря 1924 года — епископ Яранский, викарий Вятской епархии.
В 1925 года получил приглашение участвовать во втором обновленческом соборе, ответил крайне резко: «Богомерзкого обновленческого движения отрицаюся и анафематствую оное. Богомерзкий, разбойничий, то есть собор 1923 года в Москве со всеми его постановлениями анафемствую со всеми примкнувшими к сему обновленческому соблазну обещаюсь не имети канонического общения».
Вскоре после этого, 25 мая 1925 года, арестован в Яранске, осуждён на три года лагерей. Отбывал срок в Соловецком лагере особого назначения. Совершал богослужения вместе епископами Виктором (Островидовым), Максимом (Жижиленко), Иларион (Бельским) и другими. На Пасху 1926 года вместе с архиепископом Иларионом (Троицким) и священником Павлом Черхановым несмотря на запрет тайком пробрались в недостроенную пекарню и пропели все богослужение шёпотом, при этом у них возникло ощущение, что стены разрушились, они почувствовали всем сердцем Воскресение Христово, настоящую свободу: «Мы пели шёпотом Пасху, и в это время рушились стены тюрьмы, воздвигнутой обагренными кровью руками. Кровь, пролитая во имя любви, дарует жизнь вечную и радостную. Пусть тело томится в плену — дух свободен и вечен. Нет в мире силы, властной к угашению его! Ничтожны и бессильны вы, держащие нас в оковах! Духа не закуете, и воскреснет он в вечной жизни добра и света!»
После освобождения в ноябре 1927 года отправлен в ссылку в Казань.
Резко выступил против «Декларации» Заместителя Патриаршего местоблюстителя митрополита Сергия (Страгородского) и Временного Патриаршего Священного Синода при нём, которая предусматривала полную лояльность советской власти. 4 марта 1928 года отделился от митрополита Сергия.

"После молитв и долгих размышлений я прекратил церковное общение с м[митрополитом] Сергием… как вошедшим в блок с антихристом, нарушившим церковные каноны и допустившим равносильное отступничеству от Христа малодушие и хитроумие… Синод же собран из так называемых подмоченных или ссученных епископов. Назначение епископов на кафедры происходит с ведома или одобрения начальника Московского отдела № 6. Может ли быть это приемлемо православными людьми, а тем более епископами?.. Надеюсь и верю, что эта церковная нижегородская ярмарка под неообновленческим флагом потерпит полное посрамление и православно верующие все уйдут от этой печальной церковной авантюры, затеянной для уничтожения и поругания Церкви Христовой, иже есть столп и утверждение Истины.

В составе викторианской группы «непоминающих» был запрещён митрополитом Сергием в священнослужении.
Оборудовал в своём доме храм; тайно служил, рукополагал священнослужителей.
Позднее (уже из Казахстана) в одном из посланий пастве писал: «Наша борьба с митрополитом Сергием, этим поборником большевистского цезаропапизма, — борьба почтенная, и является борьбой за правду Божию Христову и за св. Церковь Православную, проданную за 30 сребреников безбожникам на поругание, разрушение и ликвидацию. Нам страшен тем Сергий, что его поддерживают грубой силой. Не будь на стороне его правительственного органа ГПУ, то единомышленники его были бы посрамлены. Это подтвердили для меня допросы в ГПУ; народ отошел бы от него как изменника и предателя Христовой Церкви».
30 августа 1930 года был арестован в Казани по делу «Истинно Православной церкви». На то, что дело было полностью сфальсифицировано, указывает тот факт, что якобы существовавшее «преступное сообщество» составляли и катакомбники, не признающие благодатности «сергианской» церкви, и умеренные антисергиане, такие как епископ Иоасаф (Удалов), и духовенство «сергианских» церквей, и вполне лояльные к митрополиту Сергию миряне.
5 января 1932 года приговорён к 10-ти годам заключения в лагерь и помещён в Прорвинский лагерь Западно-Казахстанской области. Из заключения продолжал направлять послания своей пастве с резкой критикой деятельности митрополита Сергия. В одном из них писал: «наша борьба хотя и свята, но бессильна. Я лично не надеюсь на освобождение, а скорее всего погибну, сгнию в лагерях, утешаясь обетованиями Христовыми. Блаженны изгнани правды ради… Не легко страдать. Но другого выхода нет, выбора или разделения быть не может. Не колеблитесь возлюбленные, для вас жизнь — Христос, а смерть — приобретение».
Расстрелян 8 сентября 1937 года в Гурьеве по приговору «тройки».

## Публикации
- Послания и письма святителя Нектария // Православная жизнь. — М., 1997. — № 2. — С. 16-27
- Три письма из лагеря священномученика Нектария, епископа Иранского // Русский пастырь. — Джорданвилль, 1998. — № 30. — С. 93-100.